# Бульвар Яна Райниса
Бульвар Я́на Ра́йниса — бульвар в Северо-Западном административном округе города Москвы. По бульвару проходит граница между районами Северное и Южное Тушино.

## Расположение
Бульвар начинается от безымянной площади у стыка Сходненской улицы и улицы Героев Панфиловцев и идёт в сторону запада до Светлогорского проезда. Бульвар пересекается с Туристской улицей. С севера к бульвару примыкает улица Героев Панфиловцев (описывает полукруг и вторично примыкает к бульвару ближе к его концу), с юга — Аэродромная улица и Проезд Донелайтиса. В западную сторону бульвар продолжается улицей Саломеи Нерис, в восточную — Химкинским бульваром.
К югу от бульвара располагается природный памятник Сходненская чаша, около которой до 1980-х годов находилась деревня Петрово.
Нумерация домов — со стороны Сходненской улицы.

## История
Бульвар получил название в честь латышского поэта Райниса (Яниса Плиешканса) в 1964 году.
В доме № 17 жил военный деятель, Герой Советского Союза И. А. Тараненко.

## Транспорт

### Метро
Станция  Сходненская непосредственно у начала улицы.

### Наземный транспорт
Трамвай
- 6 — конечная остановка «Братцево» вблизи Светлогорского проезда и остановка «Метро Сходненская» у пересечения со Сходненской улицей.

Автобусы
- 313, 267, 400к, т70, н12 — по всей длине улицы
- 62, 173 — от конечной остановки «Братцево» до улицы Героев-Панфиловцев
- 212 — от конечной остановки «Братцево» до Сходненской улицы
- 399 — от конечной остановки «Братцево» до проезда Донелайтиса
- 88 — от Светлогорского проезда до улицы Героев-Панфиловцев
- Т (в одну сторону), 199, 432 — от проезда Донелайтиса до Сходненской улицы
- 678 (в одну сторону), 96 — от Сходненской улицы до Туристской улицы
- 1208к, 570к, 878к — из Московской области до Сходненской улицы
- 1082 — из Путилково до Сходненской улицы через улицу Героев Панфиловцев